# Rio Vals
Rio Vals é um rio da África do Sul.